# José Luis Pérez (zapaśnik)
José Luis Pérez Valencia (ur. 4 sierpnia 1925 w Mieście Meksyk, zm. 11 maja 1963 tamże) – meksykański zapaśnik walczący w stylu wolnym. Olimpijczyk z Londynu 1948, gdzie wycofał się po pierwszej rundzie turnieju w kategorii 67 kg.
Brązowy medalista igrzysk panamerykańskich w 1951, a także igrzysk Ameryki Środkowej i Karaibów w 1946 roku.

## Letnie Igrzyska Olimpijskie 1948
| Konkurencja            | Walki                   | Klas. końcowa  |
| Konkurencja            | Pierwsza runda          | Miejsce        |
| ---------------------- | ----------------------- | -------------- |
| styl wolny, waga lekka | Hermann Baumann (SUI) P | pierwsza runda |